# Cattedrale della Santa Resurrezione
La Cattedrale della Santa Resurrezione (復活大聖堂?, fukkatsu daiseidō), conosciuta anche come Nikorai-do (ニコライ堂?, nikorai-dō), a Chiyoda, Tokyo, è la cattedrale principale della Chiesa ortodossa giapponese.

## Storia

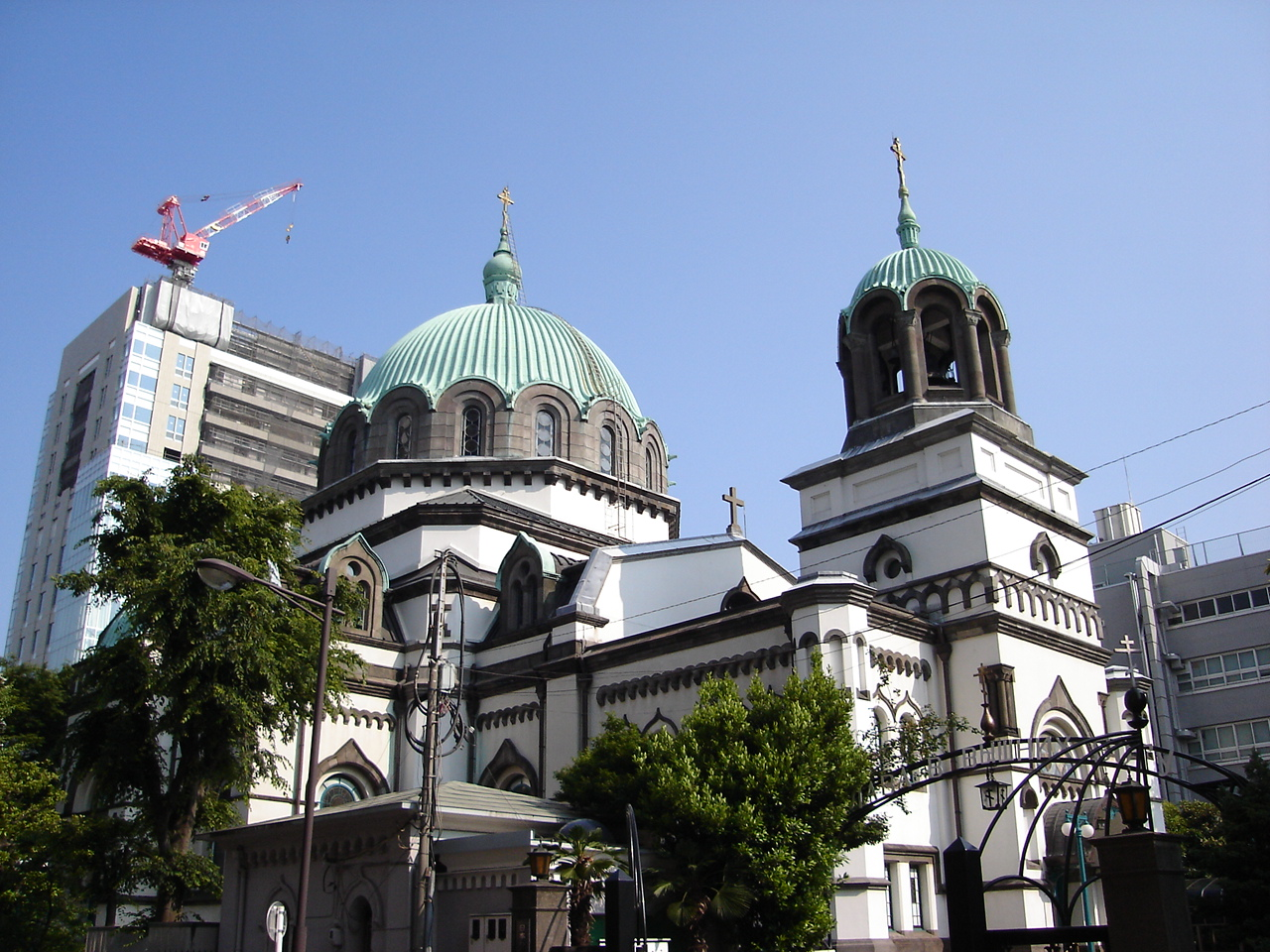
Cattedrale della Resurrezione di Tokyo, nota anche come Nikorai-do

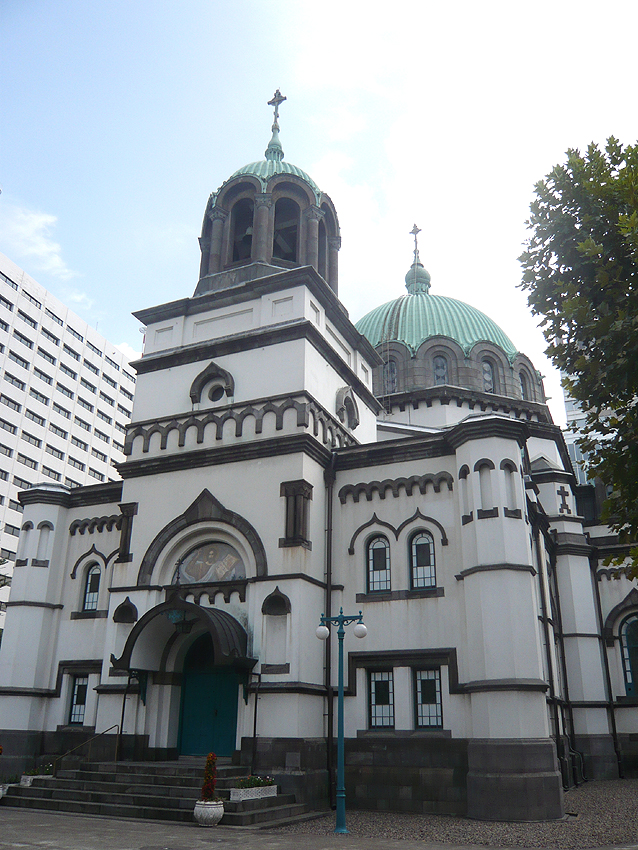
Ingresso al Nikorai-do (2007)

Il fondatore della chiesa ortodossa giapponese Ivan Dmitrievich Kasatkin (1836-1912), in seguito San Nicola del Giappone, fu un arcivescovo che si dedicò a migliorare le relazioni russo-giapponesi durante il periodo Meiji. Scelse la posizione sulla collina a Kanda Surugadai. Il sito è su un'altezza che si affacciava sul Palazzo Imperiale. Oggi è nascosto tra i tanti edifici alti costruiti dagli anni '60.

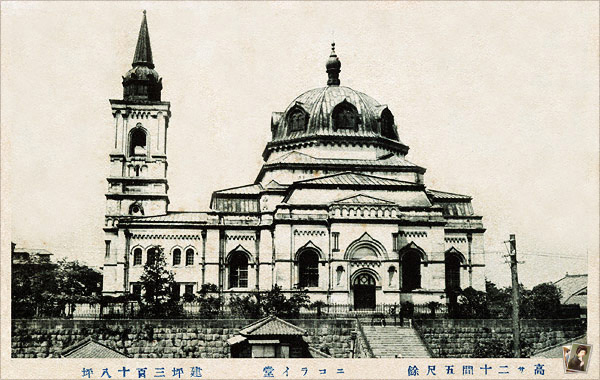
La cattedrale nel 1891

San Nicola ha visitato la Russia raccogliendo fondi per la Cattedrale. L'edificio fu progettato dal Dr. Michael A. Shchurupov, progettato da Josiah Conder, e costruito da Nagasato Taisuke. La cattedrale fu completata l'8 marzo 1891, essendo iniziata la costruzione sette anni prima. Le rappresentazioni della sua esotica architettura bizantina e il suono unico della sua campana sono comparsi spesso nella letteratura e nelle illustrazioni del giorno.
La cattedrale originale fu gravemente danneggiata nel Grande terremoto del Kantō del settembre 1923. Il campanile principale cadde sulla cupola, facendolo crollare, causando così gravi danni alla Cattedrale. La ricostruzione divenne un compito importante per l'allora arcivescovo Sergius (Tikhomirov), che successe a San Nicola dopo la sua morte nel 1912. Poiché la Russia non era più una fonte di finanziamento, l'arcivescovo Sergius dovette cercare finanziamenti in Giappone . Una notevole quantità di fondi è stata ottenuta da numerosi concerti del coro della cattedrale, guidato da Victor A. Pokrovsky. La Cattedrale ricostruita fu ri-consacrata il 15 dicembre 1929, con un campanile più corto, una cupola modificata e un interno meno decorato, secondo il progetto di Okada Shinichiro.
Nonostante i danni causati durante il terremoto del 1923, il restauro ha preservato importanti aspetti originali dell'edificio, nonché l'aggiunta di nuovi aspetti di importanza culturale. L'agenzia per gli affari culturali ha condotto un'indagine sull'edificio, e il 21 giugno 1962, Nikolai-do è diventato una Proprietà culturale importante a livello nazionale (国定重要文化財?, Kokutei jyuyou bunkazai).

### Galleria d'immagini

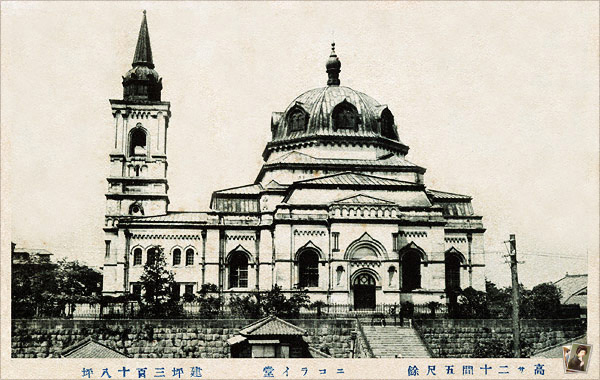
La cattedrale nel 1891
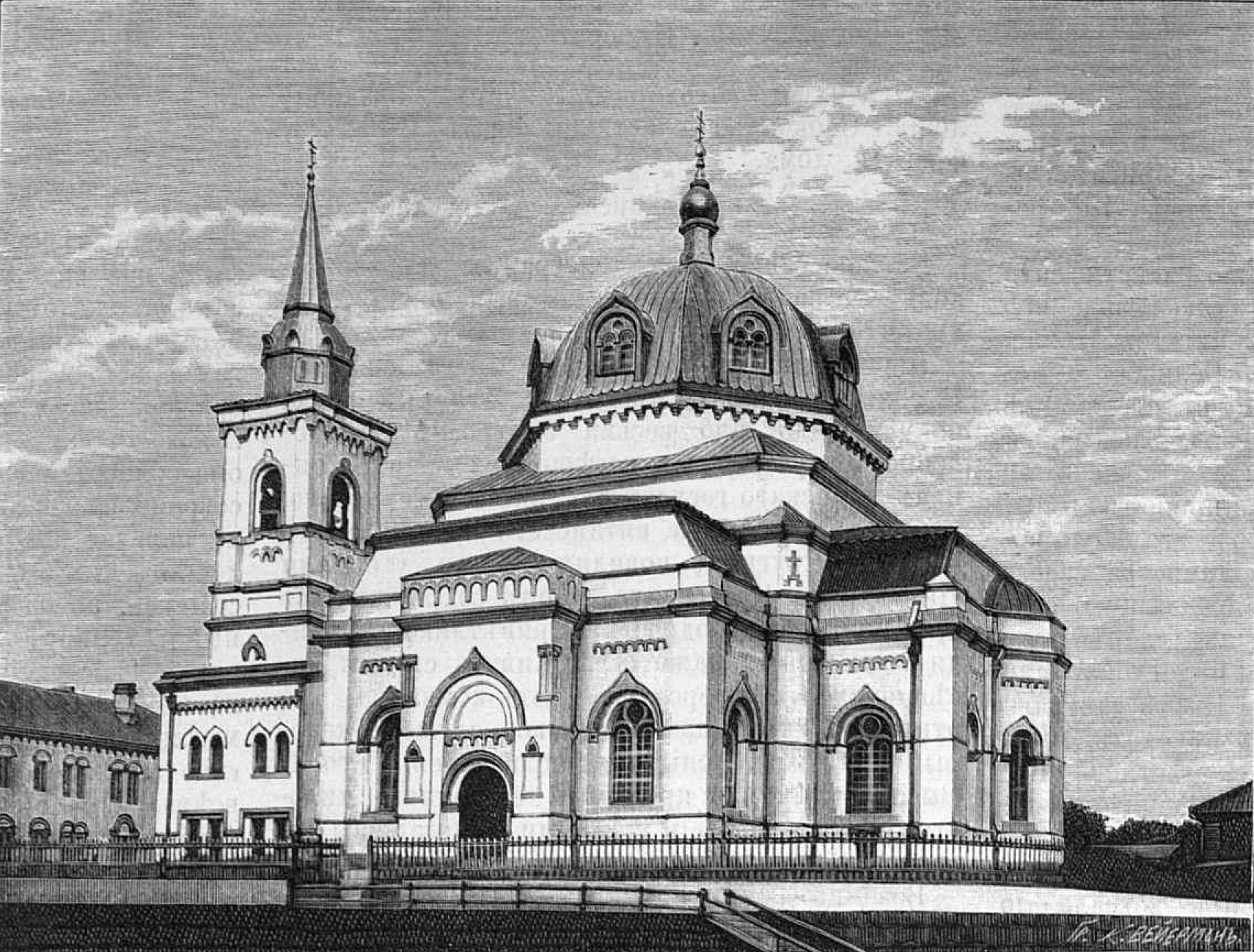
L'impressione di un artista nel 1891
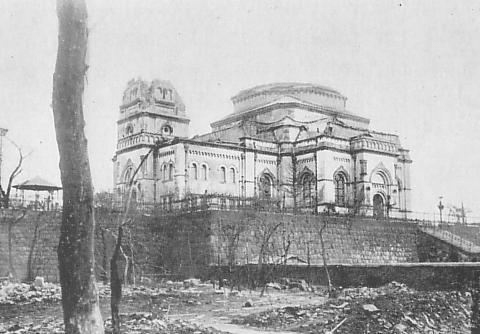
La cattedrale dopo il terremoto del 1923
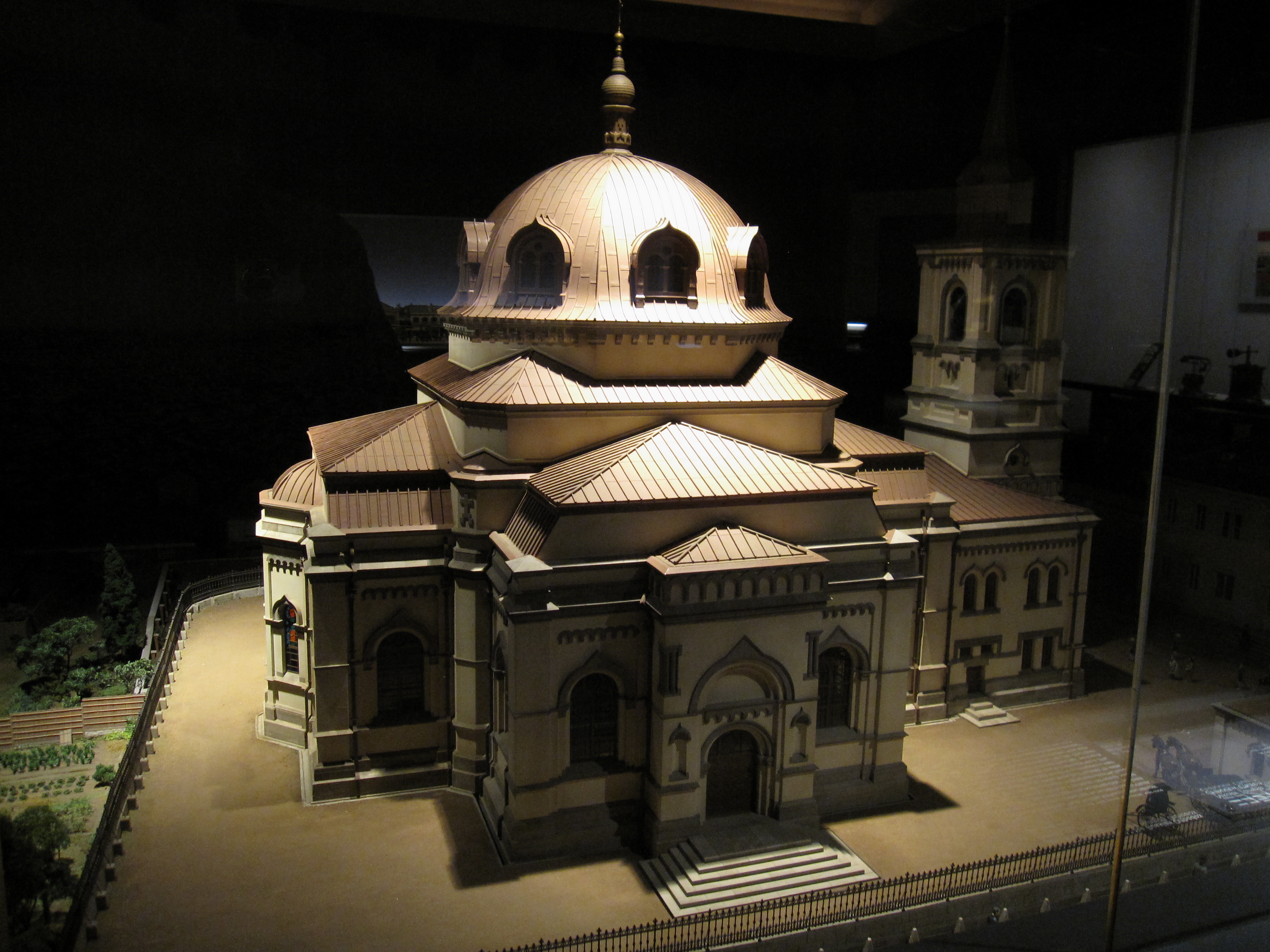
Modello architettonico 1:25 della cattedrale della Resurrezione di Tokyo come appariva nel 1890